# 1934 en philosophie
Chronologie de la philosophie
- 1930
- 1931
- 1932
- 1933
- 1934
- 1935
- 1936
- 1937
- 1938

L’année 1934 a été marquée, en philosophie, par les événements suivants :

## Publications
- (en) Art as Experience (en), de  John Dewey.
- La Logique de la découverte scientifique, de Karl Popper.
- Le Nouvel Esprit scientifique, de Gaston Bachelard.
- La Pensée et le Mouvant, d’Henri Bergson.
- Obstacle et valeur, de René Le Senne.

## Naissances
- 13 avril : György Márkus (en), philosophe hongrois, mort en 2016.
- 14 avril : Fredric Jameson, philosophe américain.
- 2 mai : Etienne Vermeersch, philosophe belge, mort en 2019.
- 14 septembre : Sarah Kofman, philosophe française, morte en 1994.
- 26 décembre : Richard Swinburne, philosophe britannique.